# Usher (альбом)
Usher — дебютный альбом американского певца Ашера, выпущенный 30 августа 1994 года при посредничестве лейблов Arista Records и LaFace Records.

## Об альбоме
В соответствии с официальным сайтом певца, он является соавтором 4 из 14 песен на альбоме.
Синглами с альбома стали песни «Can U Get Wit It», «Think of You» и «The Many Ways».
Пластинка разошлась тиражом в 500 000 копий, тем самым в коммерческом плане являясь наименее успешным для него альбомом.

## Список композиций
1. "I'll Make It Right" (Alex Richbourg) – 4:50
2. "Interlude 1" (Carl "Chucky" Thompson) – 0:39
3. "Can U Get Wit It" (Devante Swing) – 4:55
4. "Think of You" (Carl "Chucky Thompson) – 3:51
5. "Crazy"  (Brian Alexander Morgan) – 5:15
6. "Slow Love" (Albert Brown, Isaiah Lee) – 4:58
7. "The Many Ways" (Albert Brown, Dave Hall) – 5:43
8. "I'll Show You Love" (Alex Richbourg, Charles Bobbitt, Fred Wesley & James Brown) – 4:43
9. "Interlude 2 (Can't Stop)" (Carl "Chucky" Thompson) – 2:42
10. "Love Was Here" (Albert Brown & Kiyamma Griffin) – 5:37
11. "Whispers" (Darryl Pearson & Devante Swing) – 5:17
12. "You Took My Heart"  (Edward Ferrell & Kenneth Tonge) – 5:12
13. "Smile Again" (Herb Middleton) – 4:37
14. "Final Goodbye" (Dave Hall) – 5:00

## Чарты
| Чарт (1995)                           | Источник  | Пик |
| ------------------------------------- | --------- | --- |
| U.S. Billboard 200                    | Billboard | 167 |
| U.S. Billboard Top R&B/Hip-Hop Albums | Billboard | 25  |